# 송파구
송파구(松坡區)는 대한민국 서울특별시의 남동부에 있는 자치구이다. 강남구, 서초구와 함께 강남 지역에 속한다. 1988년 강동구에서 분리되었다. 인구는 약 66만명으로 대한민국 자치구 중 가장  인구가 많다. 동쪽으로는 강동구와 경기도 하남시, 서쪽으로는 탄천을 경계로 강남구, 남쪽으로는 경기도 성남시, 북쪽으로는 한강을 경계로 광진구와 접한다. 한강과 성내천, 탄천과 청량산이 에워싸고 있다.
송파구에는 백제 시기의 유적인 풍납토성·몽촌토성과, 석촌동 고분군·방이동 고분군이 있어 송파구 일대는 한성백제 시기의 도읍지로 여겨지고 있으며, 특히 풍납토성은 하남위례성으로 비정된다. 조선 후기에는 두 지역으로 이루어졌는데, 본래의 송파 지역은 광주군 중대면에 속했고, 잠실 지역은 양주군 고양주면에 속하던 섬이었다. 잠실 지역은 1970년대 한강 공유수면 매립 사업으로 본류였던 남쪽의 송파강을 메워 잠실섬을 75만평의 육지로 만들고, 샛강이었던 북쪽의 신천강의 너비를 넓혀 현재의 지형을 만들었다.
1970년대 강남권 개발에 따른 가락·잠실지구 구획정리사업이 완료되었다. 1986년 아시안 게임 및 1988년 서울 하계 올림픽이 치러졌던 잠실종합운동장과 올림픽 공원이 있으며, 가락시장과 롯데월드, 롯데타워 등이 있다. 2009년 10월에는 국제 연합 환경 계획(UNEP)이 공인하는 리브컴 어워드에서 대한민국 최초로 세계에서 가장 살기 좋은 도시로 뽑혔다.

## 역사

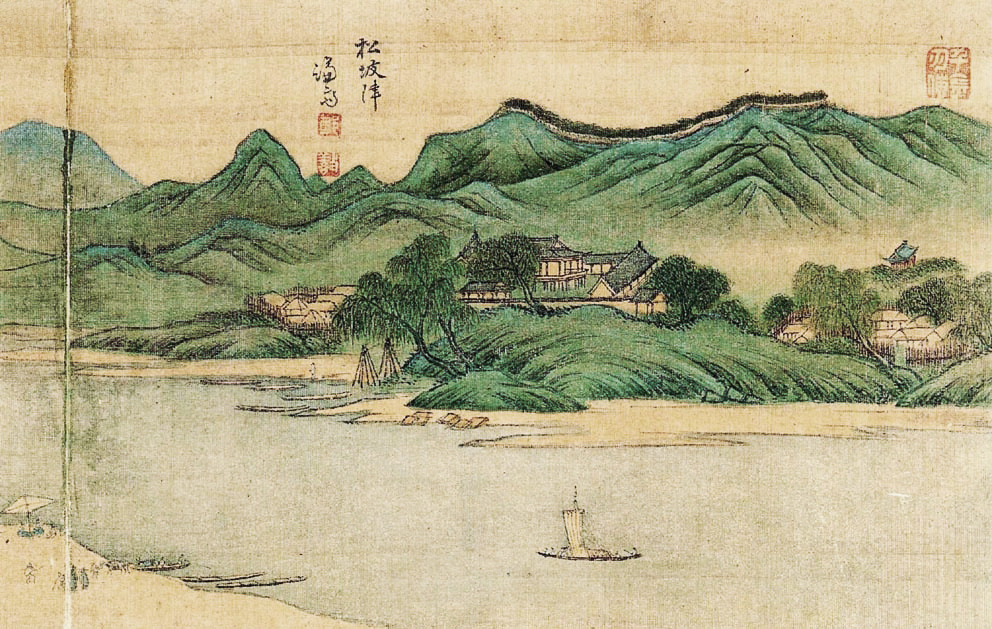
송파진, 겸재 정선 그림

- 1988년 1월 1일 강동구 중 풍납동·거여동·마천동·방이동·오금동·송파동·석촌동·삼전동·가락동·문정동·장지동·잠실동·신천동을 관할로 송파구가 설치되었다.[9]

18행정동 - 풍납1동, 풍납2동, 거여동, 마천1동, 마천2동, 방이동, 오금동, 송파동, 석촌동, 가락동, 문정동, 잠실본동, 잠실1동, 잠실2동, 잠실3동, 잠실4동, 잠실5동, 잠실6동
- 1989년 10월 - 가락동 중 양재대로 이북지역이 송파동에 편입되었다. 단, 가락시영아파트(현 헬리오시티), 원호주공아파트(현 송파동부센트레빌) 등은 제외.
- 2008년 6월 30일 잠실1동과 2동이 잠실2동으로, 잠실3동과 5동이 잠실3동으로 합동하였다.[10]
- 2009년 국제 연합 환경 계획 주관의 리브컴 어워드에서 살기 좋은 도시로 선정되었다.[8]
- 2012년 3월 15일 잠실의 롯데월드와 석촌호수, 올림픽공원을 아우르는 지역이 잠실관광특구로 지정.
- 2015년 7월 6일 장지동에서 위례동을 분동하였다.
- 2015년 12월 7일 : 위례신도시 건설에 따라 송파구, 경기도 성남시, 하남시 간의 관할 구역을 조정하였다.[11]

## 행정

### 행정 구역
송파구의 행정 구역은 13개의 법정동을 27개의 행정동으로 관리하고 있다.
면적은 33.87km2이며, 인구는 2023년 12월을 기준으로 654,166명(남자: 314,347명, 여자: 339,819명), 285,927세대이다.

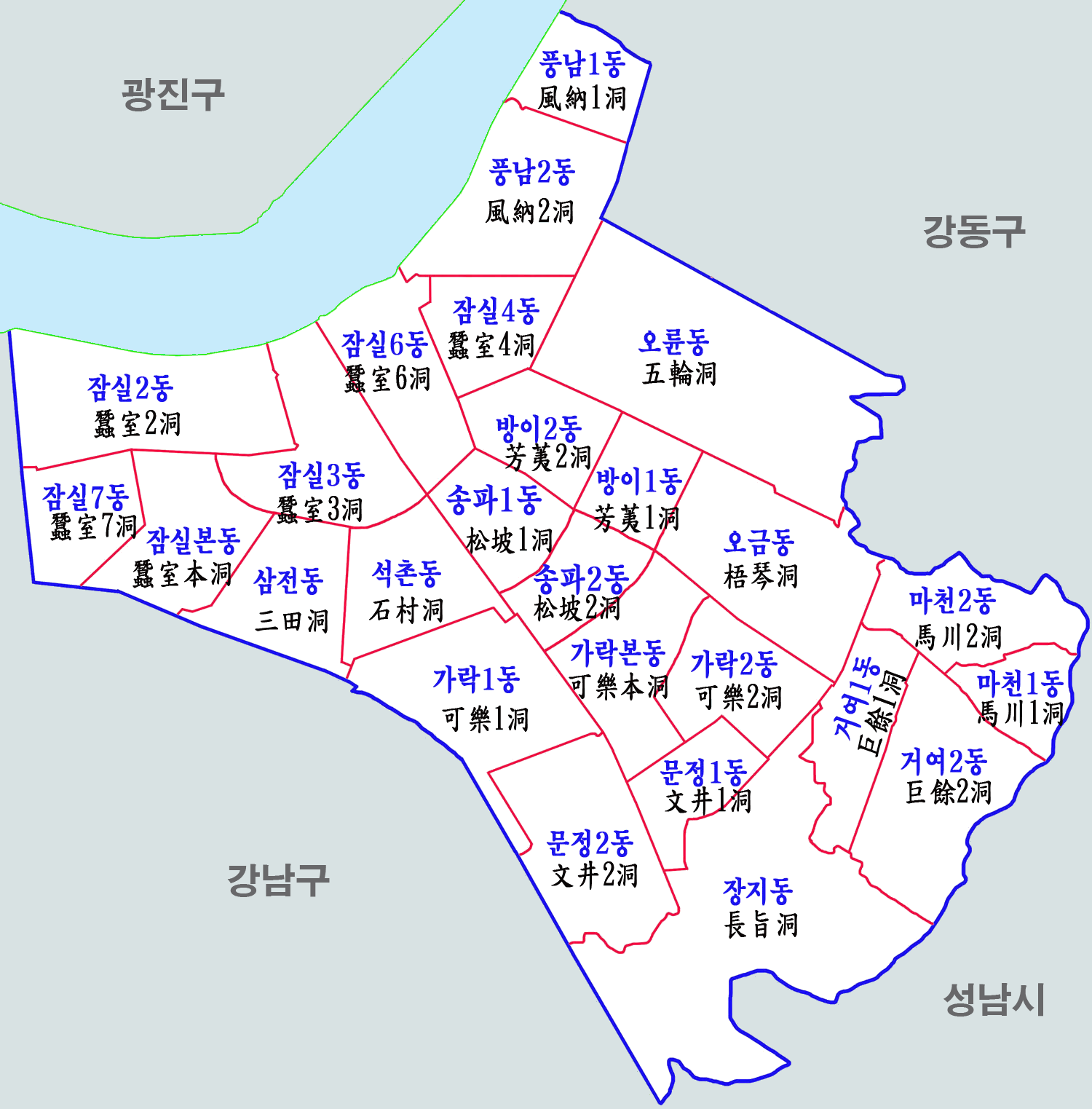
서울 송파구의 행정 구역 (한국어)

영문으로 설명된 송파구의 행정 구역

| 행정동   | 한자     | 면적 (km2) | 세대    | 인구 (명) |
| -------- | -------- | ---------- | ------- | --------- |
| 풍납1동  | 風納1洞  | 0.77       | 5,594   | 11,788    |
| 풍납2동  | 風納2洞  | 1.59       | 10,610  | 23,078    |
| 거여1동  | 巨餘1洞  | 0.67       | 5,573   | 12,027    |
| 거여2동  | 巨餘2洞  | 1.69       | 10,082  | 23,561    |
| 마천1동  | 馬川1洞  | 0.58       | 9,049   | 20,492    |
| 마천2동  | 馬川2洞  | 0.89       | 8,702   | 20,039    |
| 방이1동  | 芳荑1洞  | 0.50       | 6,108   | 15,124    |
| 방이2동  | 芳荑2洞  | 0.80       | 15,769  | 26,240    |
| 오륜동   | 五輪洞   | 3.17       | 5,896   | 17,796    |
| 오금동   | 梧琴洞   | 1.65       | 15,612  | 37,413    |
| 송파1동  | 松坡1洞  | 0.79       | 12,491  | 23,366    |
| 송파2동  | 松坡2洞  | 0.53       | 7,126   | 18,548    |
| 석촌동   | 石村洞   | 0.95       | 17,057  | 30,766    |
| 삼전동   | 三田洞   | 0.95       | 16,130  | 29,075    |
| 가락본동 | 可樂本洞 | 1.13       | 11,576  | 25,187    |
| 가락1동  | 可樂1洞  | 1.34       | 9,801   | 27,468    |
| 가락2동  | 可樂2洞  | 0.96       | 12,378  | 31,211    |
| 문정1동  | 文井1洞  | 0.56       | 8,512   | 19,521    |
| 문정2동  | 文井2洞  | 2.20       | 15,851  | 28,789    |
| 장지동   | 長旨洞   | 2.79       | 12,074  | 28,501    |
| 위례동   | 慰禮洞   | 2.55       | 14,717  | 44,911    |
| 잠실본동 | 蠶室本洞 | 0.94       | 16,089  | 27,750    |
| 잠실2동  | 蠶室2洞  | 2.18       | 11,541  | 34,904    |
| 잠실3동  | 蠶室3洞  | 1.49       | 11,817  | 33,812    |
| 잠실4동  | 蠶室4洞  | 1.56       | 7,241   | 21,209    |
| 잠실6동  | 蠶室6洞  | 1.37       | 5,832   | 16,506    |
| 잠실7동  | 蠶室7洞  | 0.60       | 3,365   | 9,419     |
| 송파구   | 松坡區   | 33.87      | 285,927 | 654,166   |

| 선거구    | 現 행정구역                                                                            |
| --------- | -------------------------------------------------------------------------------------- |
| 송파구 갑 | 방이1동, 방이2동. 오륜동, 풍납1동, 풍납2동, 송파1동, 송파2동. 잠실4동, 잠실6동         |
| 송파구 을 | 석촌동, 삼전동, 가락1동, 문정2동, 잠실본동, 잠실2동, 잠실3동, 잠실7동                  |
| 송파구 병 | 거여1동, 거여2동, 마천1동, 마천2동, 오금동, 가락본동, 가락2동, 문정1동, 장지동, 위례동 |

## 인구
서울특별시 송파구의 연도별 인구(내국인) 추이
| 연도   | 총인구               |  |
| ------ | -------------------- |  |
| 1990년 | 634,124명            |  |
| 1995년 | 636,473명            |  |
| 2000년 | 632,983명            |  |
| 2005년 | 577,362명            |  |
| 2010년 | 640,732명            |  |
| 2015년 | 660,302명            |  |
| 2018년 | 666,635명            |  |
| 2020년 | 671,312명            |  |
| 2021년 | 671,312명            |  |
| 2022년 | 662,599명 (8월 현재) |  |

## 교육 기관

### 학교
- 국공립대학교

|  | - 한국체육대학교 |

- 고등학교

|  | - 가락고등학교 - 배명고등학교 - 서울인공지능고등학교 - 일신여자상업고등학교 - 정신여자고등학교 | - 문정고등학교 - 보성고등학교 - 영동일고등학교 - 잠신고등학교 - 창덕여자고등학교 | - 문현고등학교 - 보인고등학교 - 영파여자고등학교 - 잠실고등학교 | - 방산고등학교 - 서울체육고등학교 - 오금고등학교 - 잠실여자고등학교 | - 잠일고등학교 - 덕수고등학교 |

- 평생교육

|  | - 한림연예예술고등학교 |

- 특수학교

|  | - 광성하늘빛학교 | - 신명주부학교 | - 한국육영학교 |

### 공공도서관
| 운 영            | 도서관명                      | 위 치                            |
| ---------------- | ----------------------------- | -------------------------------- |
| 서울시교육청     | 송파도서관                    | 동남로 263                       |
| 한국체육산업개발 | 知샘터 올림픽공원도서관       | 올림픽로 424                     |
| 송파문화재단     | 송파어린이도서관              | 올림픽로 105                     |
| 송파문화재단     | 거마도서관                    | 거마로2길 19                     |
| 송파문화재단     | 송파글마루도서관              | 충민로 120                       |
| 송파문화재단     | 돌마리도서관                  | 백제고분로37길 16                |
| 송파문화재단     | 소나무언덕1호 작은도서관      | 올림픽로47길 9                   |
| 송파문화재단     | 소나무언덕2호 작은도서관      | 석촌호수로 155                   |
| 송파문화재단     | 소나무언덕3호 도서관          | 성내천로 319                     |
| 송파문화재단     | 소나무언덕4호 작은도서관      | 송이로 34                        |
| 송파문화재단     | 소나무언덕잠실본동 작은도서관 | 탄천동로 211                     |
| 송파문화재단     | 송파어린이영어도서관          | 오금로 1 (신천빗물펌프장 4,5층)  |
| 송파문화재단     | 송파위례도서관                | 위례광장로 210                   |
| 송파문화재단     | 송이골작은도서관              | 송이로 32 (송파2동 주민센터 1층) |
| 송파문화재단     | 가락몰도서관                  | 양재대로 932                     |

#### 송파스마트도서관
| 운 영            | 도서관명               | 위 치                 |
| ---------------- | ---------------------- | --------------------- |
| 송파글마루도서관 | 1호점 잠실나루역       | 잠실나루역 1번출구 앞 |
| 송파글마루도서관 | 2호점 방이역           | 방이역 역사내 지하층  |
| 송파글마루도서관 | 3호점 마천역           | 마천역 역사내 지하층  |
| 송파글마루도서관 | 4호점 거여역           | 거여역 역사내 지하층  |
| 송파글마루도서관 | 5호점 장지역           | 장지역 역사내 지하층  |
| 송파글마루도서관 | 6호점 잠실2동 주민센터 | 잠실2동 주민센터      |
| 송파글마루도서관 | 7호점 책박물관         | 책박물관              |
| 송파글마루도서관 | 8호점 잠실근린공원     | 잠실근린공원          |

## 문화

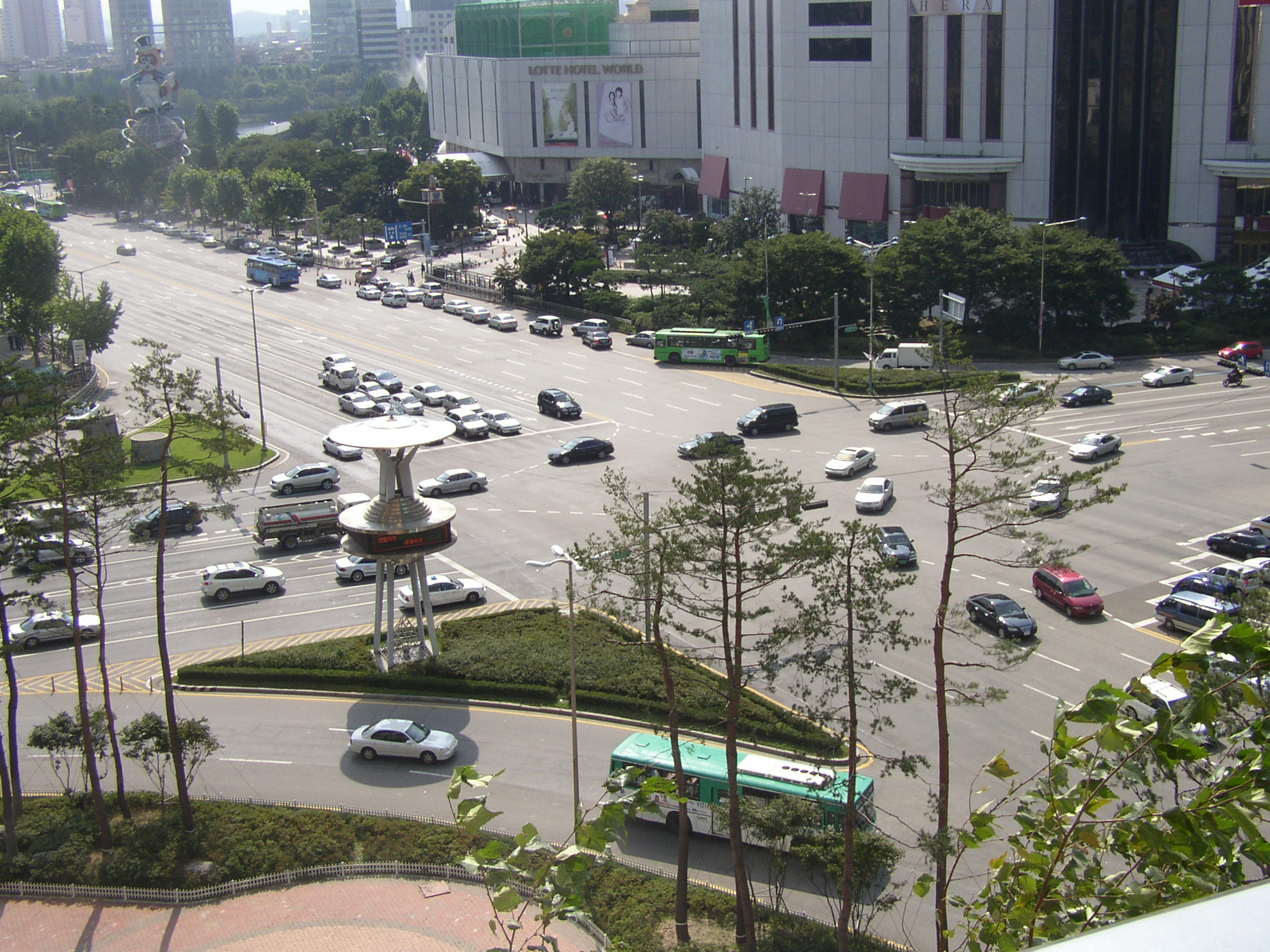
잠실역 네거리

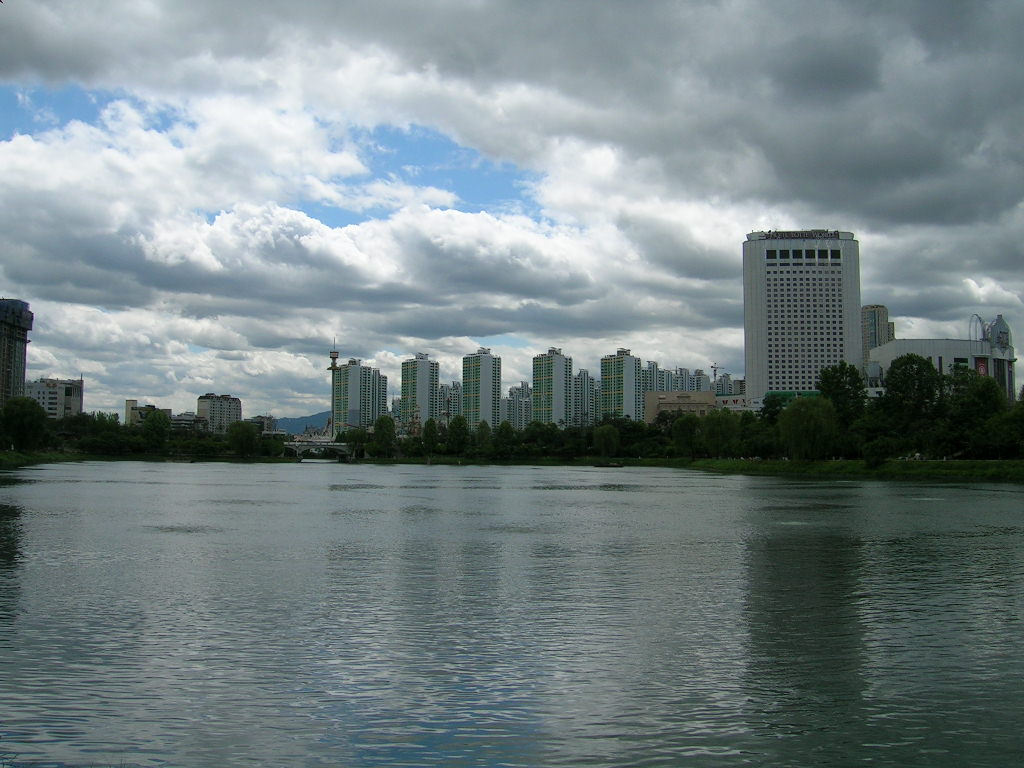
석촌호수(동호)에서 바라본 롯데호텔, 롯데월드

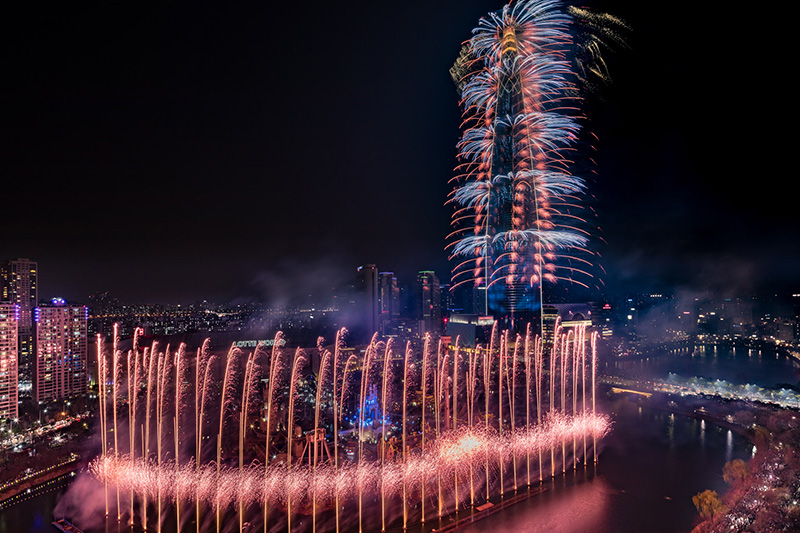
롯데월드타워(불꽃놀이)

성내천 물놀이장

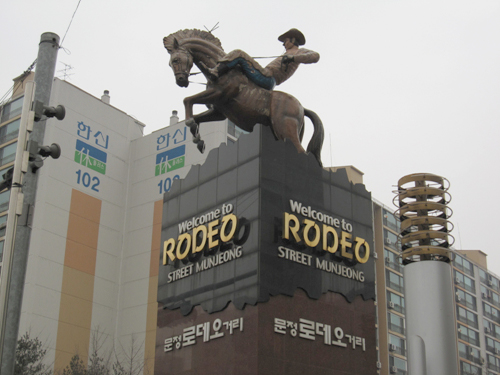
문정 로데오 거리 상징물

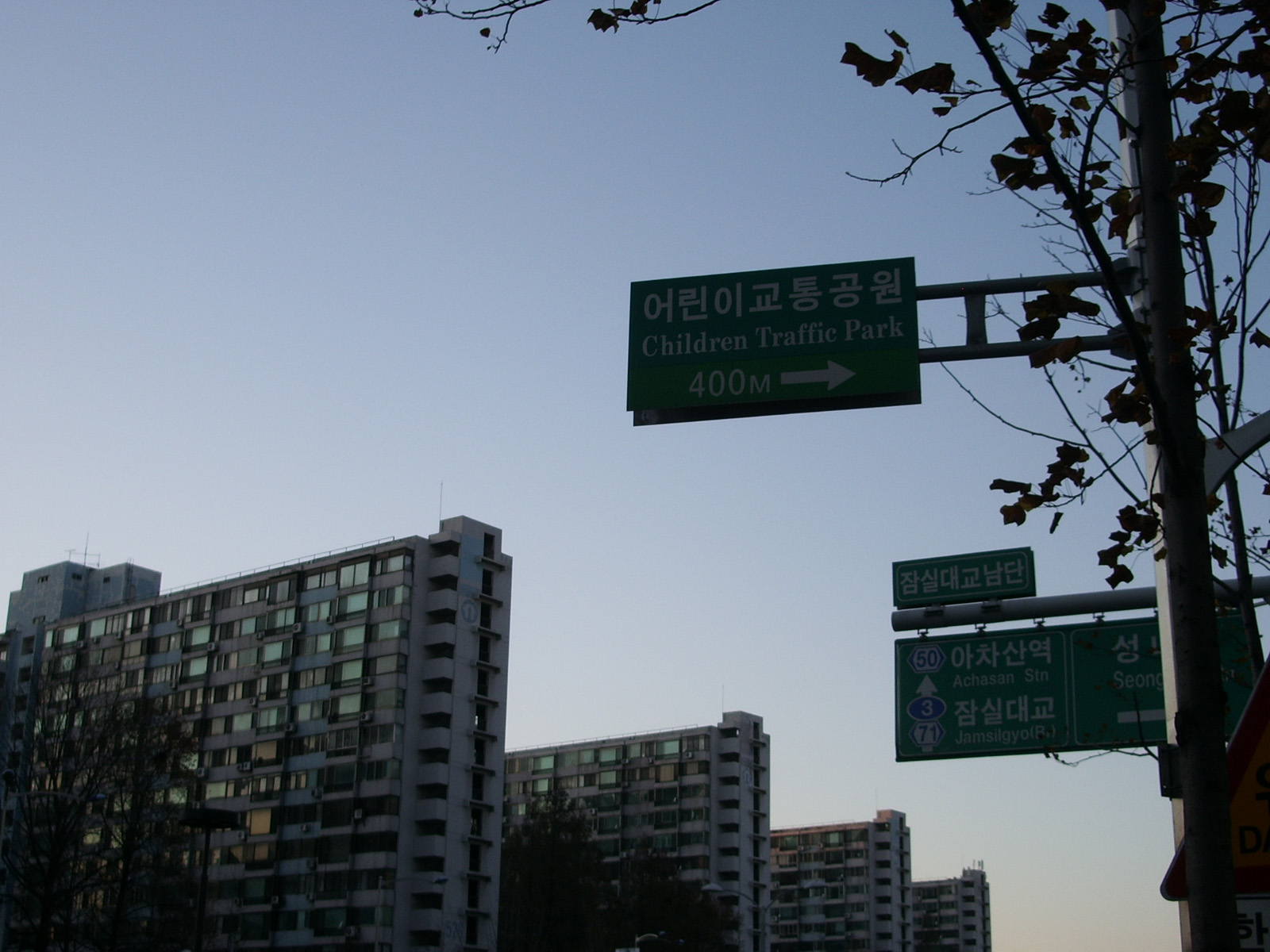
잠실주공아파트 5단지의 아름다운 석양

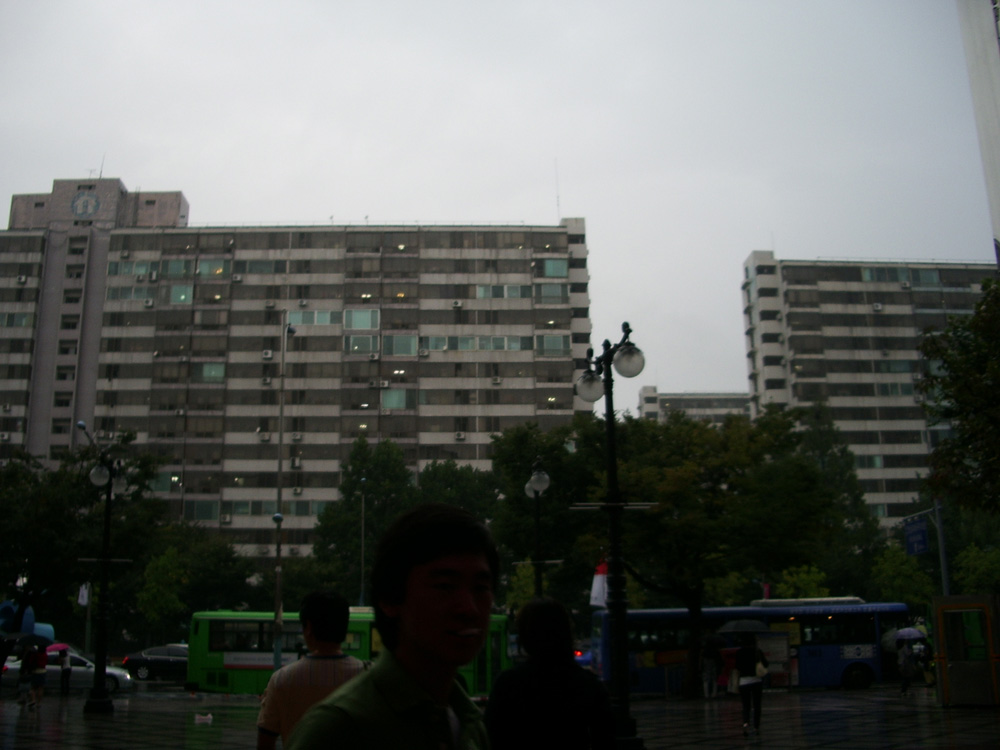
잠실주공아파트 5단지의 전경

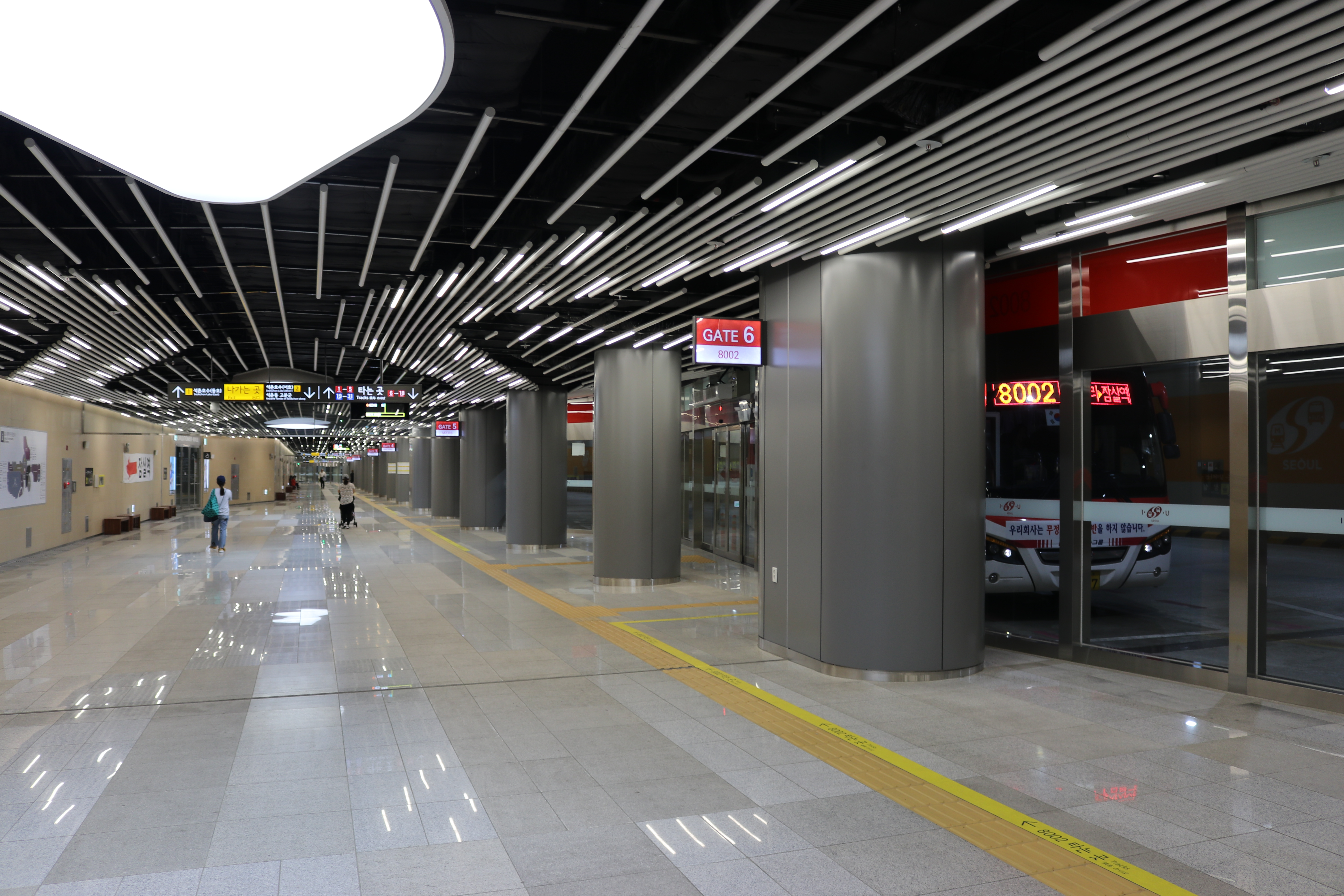
잠실광역환승센터 전경

### 문화재
- 서울 풍납동 토성

1963년 1월 21일에 사적 제11호로 지정되었으며 서울 송파구 풍납1동 72-1번지 외에 소재한다. 초기 백제시기의 토축 성곽으로 초기 백제의 중요한 성으로서 당시의 모습을 살필 수 있는 유적이며, 주변에 몽촌토성과 석촌동 고분군과 관련되어 역사적으로도 매우 가치있는 곳이다.
- 몽촌토성

1982년 7월 22일에 사적 제11호로 지정되었으며 서울 송파구 방이2동 88-3번지에 소재한다. 나무 울타리로 목책을 세웠던 흔적도 확인되었고 자연 암반층을 급경사로 깎아 만들기도 하였으며, 성을 둘러싼 물길인 해자도 확인되었다.
- 방이동 고분군
- 석촌동 고분군

1975년 5월 27일에 사적 제243호로 지정되었으며 서울 송파구 석촌동 61-6번지에 소재한다. 이 지역 지배계층의 무덤으로서 주변에 만들어진 무덤의 주인보다는 낮은 계층의 사람들 같고, 독무덤(옹관묘)이나 작은 돌방무덤(석실묘)에 묻힌 사람들 보다는 조금 높은 신분계층의 사람들의 무덤으로 볼 수 있다. 이 무덤들은 가락동·방이동 무덤과 함께 초기 백제의 문화와 역사를 알려주는 중요한 자료이다.
- 삼전도비

### 박물관
- 한성백제박물관
- 롯데월드 민속박물관
- 송파책박물관
- 한국광고박물관
- 몽촌역사관

### 전시장
- 예송미술관
- 구청작은갤러리
- 소마미술관
- 한미사진미술관
- 서울올림픽기념관
- 문화실험공간 호수
- 롯데뮤지엄
- 더 갤러리 호수

### 가볼만한 곳
- 가든파이브
- 롯데월드

롯데그룹의 계열사인 호텔롯데에서 운영하고 있는 테마파크로, 실내에 놀이기구, 공연장, 식당 등이 위치한 롯데 어드벤쳐와 야외의 인공 섬에 놀이기구, 식당 등이 위치한 매직아일랜드로 나뉜다.
- 롯데월드타워
- 문정로데오거리
- 방이습지
- 석촌호수
- 성내천
- 성내천 물놀이장
- 올림픽 공원
- 잠실종합운동장
- 서울책보고 (운영중단, 2025년 4월 재오픈)
- 송파둘레길
- 잠실한강공원

### 공연장 및 영화관
- 샤롯데씨어터
- 롯데콘서트홀
- 올림픽공원 우리금융아트홀
- 올림픽공원 올림픽홀
- 올림픽공원 K-아트홀
- 서울놀이마당
- 석촌호수 아뜰리에
- 롯데시네마 월드타워
- CGV 송파
- 메가박스 송파파크하비오

### 문화행사
- 한성백제문화제
- 백제고분제
- 송파백중놀이
- 송파씨름
- 송파산대놀이

### 프로스포츠

#### 프로야구KBO 리그(서울종합운동장 야구장)
- 두산 베어스
- LG 트윈스

#### 프로농구 (잠실실내체육관)
- 서울 삼성 썬더스

#### 프로농구 (잠실학생체육관)
- 서울 SK 나이츠

## 주요시설
- 대한체육회
- 서울종합운동장
- 서울올림픽공원
- 서울역사편찬원
- 서울동부지방법원
- 서울동부지방검찰청
- 서울동부구치소
- 중앙전파관리소
- 국가형사사법기록관
- 국립농산물품질관리원 경기지원 서울사무소
- 아이코리아

## 공공극장
| 극 장 명                          | 위 치        | 전 화                 |
| --------------------------------- | ------------ | --------------------- |
| 송파문화예술지원센터 송파청춘극장 | 송파대로 384 | 02-412-2233           |
| 송파어린이도서관 어린이새싹극장   | 올림픽로 105 | 02-418-0303           |
| 송파글마루도서관 숲속극장         | 충민로 120   | 02-449-8855(내선 223) |

## 교통

### 어린이 체험공간
| 시 설              | 운 영              | 주 소              |
| ------------------ | ------------------ | ------------------ |
| 송파안전체험교육관 | 한국어린이안전재단 | 성내천로 35길 53   |
| 신천어린이교통공원 | 서울지방경찰청     | 올림픽로 35다길 33 |

### 철도
송파구에서는 일반 열차가 정차하는 역이 없다. KTX, 새마을호, 무궁화호 등 일반 열차를 타려면 서울역 (경부선, 경전선, 동해선)이나 용산역 (호남선, 전라선, 장항선), 청량리역 (중앙선, 영동선, 태백선)으로 가야하며, SRT를 타기 위해서는 수서역으로 가야 한다.
- 한국철도공사
  - ● 수도권 전철 수인·분당선
(강남구) ← 복정역 → (경기도 성남시)
- 서울교통공사
  - ● 서울 지하철 2호선
(광진구) ← 잠실나루역 - 잠실역(송파구청) - 잠실새내역 - 종합운동장역 → (강남구)
  - ● 수도권 전철 3호선
(강남구) ← 가락시장역 - 경찰병원역 - 오금역
  - ● 서울 지하철 5호선 지선
(강동구) ← 올림픽공원역(한국체대) - 방이역 - 오금역 - 개롱역 - 거여역 - 마천역
  - ● 수도권 전철 8호선
(강동구) ← 몽촌토성역 - 잠실역(송파구청) - 석촌역 - 송파역 - 가락시장역 - 문정역 - 장지역 - 복정역 → (경기도 성남시)
  - ● 서울 지하철 9호선
(강남구) ← 종합운동장역 - 삼전역 - 석촌고분역 - 석촌역 - 송파나루역 - 한성백제역 - 올림픽공원역(한국체대) → (강동구)

### 버스업체
- 시내버스 업체로는 다음이 있다. 대성운수, 서울버스, 송파상운, 신흥기업, 진화운수, 한국비알티자동차, 한서교통
- 공항버스 업체로는 서울공항리무진이 있다.

### 택시업체
송파구의 택시 업체로는 다음이 있다.
대륜운수, 공신통운, 승일교통, 대영운수, 덕왕기업, 동부상운, 삼광교통, 승리상운, 승일운수, 양지상운,
유림운수, 창운기업, 흥덕기업, 한석교통, 동부운수, 행운택시, 선진상운, 덕왕운수

### 주요도로
- 주요도로는 남북으로 연결이 되어있는 송파대로, 위례성대로, 탄천동로 그리고 오금로가 있고, 동서로 연결된 도로는 한가람로, 올림픽로, 양재대로, 백제고분로, 가락로, 중대로, 동남로 그리고 문정로가 있다.

### 고속도로
- 수도권제1순환고속도로

### 터널 및 지하차도
- 위례터널
- 마천터널
- 잠실길지하차도
- 석촌지하차도
- 송파지하차도
- 장지지하차도
- 문정지하차도
- 위례1지하차도
- 위례지하보차도

### 환승센터
- 잠실광역환승센터

## 시장

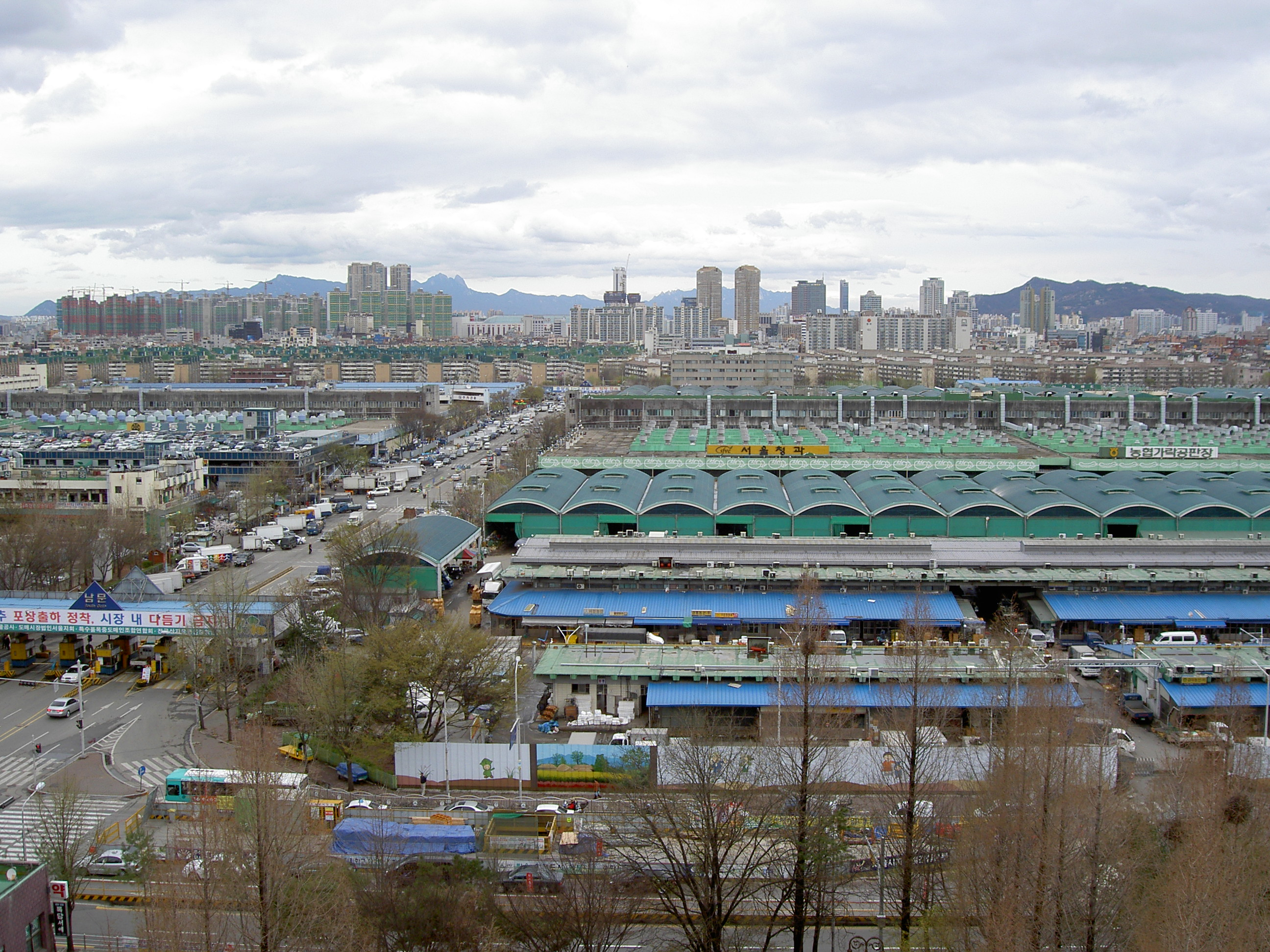
가락시장 전경

### 도매시장
- 가락시장
- 가락몰

### 재래시장
- 풍납시장 (풍납동)
- 마천중앙시장 (마천동)
- 석촌시장 (석촌동)
- 새마을시장 (잠실동)
- 방이시장 (방이동)

## 쇼핑

### 쇼핑몰
- 롯데백화점 잠실점
- 롯데백화점 에비뉴엘 잠실점
- 롯데월드 쇼핑몰
- 롯데월드몰
- NC백화점 송파점
- 현대시티몰 가든파이브점

### 면세점
- 롯데면세점 월드타워점

### 대형마트
- 롯데마트 제타플렉스 잠실점
- 롯데마트 월드타워점
- 롯데마트 송파점
- 홈플러스 잠실점
- 이마트 가든파이브점
- 킴스클럽 NC송파점

### 기타
- 잠실 스포츠 종합상가

## 종합병원
- 국립경찰병원
- 서울아산병원

## 자매 도시
| 국가       | 도시                          | 도시                          | 날 짜            |
| ---------- | ----------------------------- | ----------------------------- | ---------------- |
| 대한민국   | 강원특별자치도                | 양양군                        | 2013년 6월 12일  |
| 대한민국   | 강원특별자치도                | 평창군                        | 2021년 6월 1일   |
| 대한민국   | 경기도                        | 여주시                        | 1999년 7월 9일   |
| 대한민국   | 경기도                        | 화성시                        | 2020년 1월 13일  |
| 대한민국   | 경상남도                      | 하동군                        | 2015년 5월 22일  |
| 대한민국   | 경상북도                      | 안동시                        | 2005년 4월 8일   |
| 대한민국   | 경상북도                      | 영덕군                        | 1998년 11월 19일 |
| 대한민국   | 전라남도                      | 광양시                        | 2005년 4월 18일  |
| 대한민국   | 전라남도                      | 순천시                        | 2020년 10월 12일 |
| 대한민국   | 전북특별자치도                | 고창군                        | 2013년 2월 5일   |
| 대한민국   | 충청남도                      | 공주시                        | 1999년 5월 7일   |
| 대한민국   | 충청북도                      | 단양군                        | 1999년 1월 17일  |
| 뉴질랜드   | 크라이스트처치                | 크라이스트처치                | 1995년 2월 10일  |
| 독일       | 베를린 슈테글리츠첼렌도르프구 | 베를린 슈테글리츠첼렌도르프구 | 2013년 9월 11일  |
| 몽골       | 울란바토르 시 칭길테구        | 울란바토르 시 칭길테구        | 2005년 3월 24일  |
| 미국       | 버지니아주 페어팩스군         | 버지니아주 페어팩스군         | 2009년 7월 14일  |
| 중국       | 지린성 통화 시                | 지린성 통화 시                | 1996년 9월 21일  |
| 중국       | 광둥성 광저우시 판위구        | 광둥성 광저우시 판위구        | 2004년 6월 16일  |
| 중국       | 베이징시 차오양구             | 베이징시 차오양구             | 2007년 10월 13일 |
| 중국       | 상하이시 민항구               | 상하이시 민항구               | 2009년 5월 14일  |
| 카자흐스탄 | 카라간다                      | 카라간다                      | 1994년 5월 31일  |
| 파라과이   | 아순시온                      | 아순시온                      | 1994년 2월 15일  |
| 일본       | 도쿄도 분쿄구                 | 도쿄도 분쿄구                 | 2024년 12월 20일 |

## 출신 인물
- MC몽 - 래퍼
- 개리 - 래퍼
- 김유식 - 기업인
- 김현중 - 가수
- 데니 안 - 래퍼
- 라비 - 래퍼
- 루아 - 가수
- 문희준 - 가수
- 박규리 - 배우
- 박용우 - 배우
- 박유천 - 가수
- 박유환 - 배우
- 박은빈 - 배우
- 상연 - 가수 (더보이즈)
- 서인영 - 가수
- 소유진 - 배우
- 시원 - 가수
- 오승아 - 가수
- 우연석 - 가수
- 유승준 - 가수
- 윤계상 - 가수
- 은지 - 가수 (브레이브걸스)
- 이선균 - 배우
- 이수영 - 가수
- 제인 - 가수
- 정준영 - 전 가수, 전 프로게이머
- 최강창민 - 가수
- 최승현 - 가수
- 태일 - 가수
- 현빈 - 배우
- 현승민 - 배우

## 같이 보기
- 강남구
- 대한민국의 지리